# Domaine de Fukiage
Le domaine de Fukiage (吹上藩, Fukiage-han) est un fief féodal japonais de l'époque d'Edo situé dans la province de Shimotsuke (actuelle préfecture de Tochigi). Il était dirigé à partir du jin'ya de Fukiage par une branche cadette du clan Arima durant la totalité de son existence.

## Histoire
Le clan Arima dirige le domaine de Kurume (210 000 koku) dans la province de Chikuzen. Arima Yoritsudo, le troisième fils du fondateur du domaine, Arima Toyouji, est autorisé à fonder sa propre branche de clan, et sert comme hatamoto du shogun Tokugawa Hidetada puis de son fils et successeur, Tokugawa Tadanaga, avec des revenus de 10 000 koku, bien qu'il n'a pas officiellement la position de daimyō. Ses descendants servent la branche de Kii du clan Tokugawa pendant plusieurs générations. En 1726, le shogun Tokugawa Yoshinobu élève Arima Ujinori au statut de daimyō du domaine d'Ise-Saijō (10 000 koku). Cinq générations plus tard, ses descendants transfèrent le siège du fief au domaine de Goi dans la province de Kazusa en 1781. Cinq autres générations plus tard, en 1842, Arima Ujishige déplace de nouveau le siège du domaine et l'installe à Fukiage.
Son fils, Arima Ujihiro, hérite du domaine en 1862 à seulement 2 ans, et l'administration du domaine passe dans les mains de son karō. Le fief attaque le domaine d'Ashikaga lors de la répression du domaine de Mito en 1864, mais rejoint rapidement la cause impériale durant la guerre de Boshin de la restauration de Meiji et envoie des troupes contre l'Ōuetsu Reppan Dōmei en 1868. En mars 1869, un groupe de neuf samouraïs du domaine fait irruption dans sa résidence d'Edo et assassine le karō qui aurait volé de l'argent donné par le gouvernement pour soutenir les familles des samouraïs morts au combat.
Après l'abolition du système han de juillet 1871, le domaine de Fukiage devient une partie de la préfecture de Tochigi.
Le domaine avait une population de 6 826 personnes réparties dans 1 473 foyers, dont 383 samouraïs représentant 106 foyers selon un recensement de 1870.

## Possessions à la fin de l'époque d'Edo
Comme la plupart des domaines japonais, Fukiage est composé de plusieurs territoires discontinus dont la valeur kokudaka est fondée sur une estimation périodique du potentiel agricole,.
- Province de Shimotsuke
  - 5 villages dans le district de Tsuga
  - 5 villages dans le district de Kawachi
  - 6 villages dans le district de Moka
- Province d'Ise
  - 6 villages dans le district de Mie
  - 6 villages dans le district de Kawawa
  - 5 villages dans le district de Taki

## Liste des daimyōs
| #                             | Nom                        | Règne     | Titre de courtoisie    | Rang de cour            | Kokudaka    |
| ----------------------------- | -------------------------- | --------- | ---------------------- | ----------------------- | ----------- |
| Clan Arima (tozama) 1842-1871 |                            |           |                        |                         |             |
| 1                             | Arima Ujishige (有馬 氏郁) | 1842–1858 | Bungo-no-kami (備後守) | 5e inférieur (従五位下) | 10 000 koku |
| 2                             | Arima Ujihiro (有馬氏弘)   | 1858–1871 | Hyogo-no-kami (兵庫頭) | 5e inférieur (従五位下) | 10 000 koku |